# Jovten, Nosivka
Jovten (în ucraineană Жовтень) este un sat în orașul raional Nosivka din regiunea Cernihiv, Ucraina.

## Demografie
Componența lingvistică a localității Jovten
     Ucraineană (98,86%)
     Rusă (1,14%)
Conform recensământului din 2001, majoritatea populației localității Jovten era vorbitoare de ucraineană (98,86%), existând în minoritate și vorbitori de rusă (1,14%).